# ファシズム大評議会

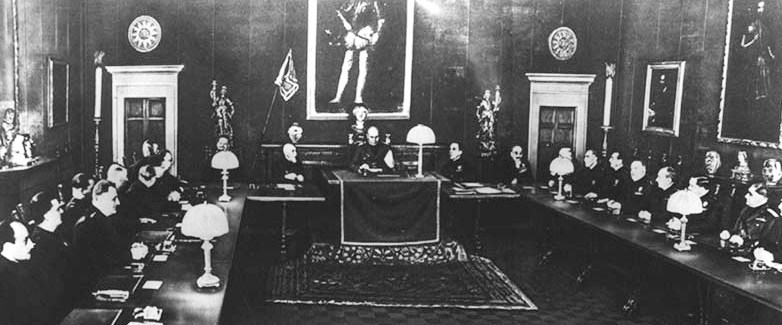
ファシズム大評議会（1936年）

ファシズム大評議会（ファシズムだいひょうぎかい、イタリア語: Gran Consiglio del Fascismo）は、ファシズム時代のイタリア王国において、国家の最高意思決定機関と位置づけられた諮問機関。

## 設置
1922年12月15日、ベニート・ムッソリーニは在ローマのファシスト党幹部を召集して会議を行い、ファシスト行動隊の義勇隊への転換とともにファシズム大評議会の設置を決定した。ムッソリーニの構想によると大評議会は、議長となる政府首長が党出身閣僚や党幹部を招集し、党と政府の調整および党と行動隊の統制を目的とするものであった。大評議会の存在は党規約に無く、事前に幹部との協議も行われなかった。1923年1月12日には最初の大評議会がローマ市内のグランドホテルで開催された。10月23日の第27回大評議会において、ファシズム大評議会は全国評議会、全国指導部の上に立つ「ファシズムの最高機関」と定められ、1926年の改正の党規約に明記された。1928年12月9日には大評議会が諮問機能を持つ「国家の最高機関」であると定めた「大評議会に関する法律」が制定され、公式な国家機関となった。1929年改正の党規約以降は党の機関としての大評議会の存在は言及されなくなったが、党の方針を定める機関であることにかわりは無かった。

## 大評議会の運用
ムッソリーニは1929年12月5日の下院への報告において大評議会を「体制の参謀本部」と表現しているが、実際には決定権は無く、諮問機能を持つに過ぎなかった。大評議会では党の問題や内政問題、ロンドン軍縮会議、国際連盟脱退、アルバニア侵攻などの外交問題が討議されているが、第二次エチオピア戦争や第二次世界大戦のポーランド侵攻後の宣戦問題、1940年6月の対連合国宣戦（en:Italian invasion of France）については討議されていない。全般的な傾向として、国家改革問題については詳細な討議が行われているが、経済・産業分野の討議はほとんど行われていない。
1923年中にはほぼ毎月、30回開催されたが、1924年と1925年には20回前後となり、1926年から1933年までは年10回程度の開催となった。1934年にはわずか1回、1938年には10回と回数も不安定となり、1940年から1942年には一度も開催されなかった。第3回からは開催場所をコロンナ広場の党本部に移し、その後は主にヴェネツィア宮殿で開かれるようになった。1926年3月から1929年の109回まではキージ宮殿（en:Palazzo Chigi）、以降は基本的にヴェネツィア宮殿で開催された。

### 構成
構成は1929年の法規定による。以下のメンバーに加えて1922年以降の閣僚・党書記長経験者、ファシズム運動に貢献したものの中から政府首長が指名した者が3年の任期で参加することとなっていた。また必要に応じてメンバーの追加も行われた。

#### 出席者
- 評議長
  - 政府首長（首相、国家統領）
    - 議長職は首相・国家統領であるムッソリーニの専任であった。ただし、議長には議案への投票権が無かった。
- 終身評議員
  - 党最高幹部であるファシスト四天王（Quadrumvirs、クアドルムビルス、四人官）は終身議席を与えられた。
    - ミケーレ・ビアンキ （it） - ファシスト党書記長
    - チェーザレ・マリーア・デ・ヴェッキ（it） - ファシスト党共同設立者
    - エミーリオ・デ・ボーノ - 国防義勇軍指導者
    - イタロ・バルボ - 下院議員
- 評議員
  - 上下院議長
  - 重要閣僚（外相、内相、蔵相、国民教育相、農林相、協同体相）
  - 王立アカデミー（en:Accademia d'Italia）会長
  - 国防義勇軍（it:Milizia Volontaria per la Sicurezza Nazionale、旧黒シャツ隊）総司令官
  - 国家防衛特別裁判所（it:Tribunale speciale per la sicurezza dello Stato）長
  - 党書記長
  - 副書記長（2名）
  - ファシスト協同体総連合（it:Sindacalismo fascista）会長
  - 工業および農業のファシスト組合総連合（it:Camera dei Fasci e delle Corporazioni）会長

## 最後の大評議会
1943年7月24日22時、3年ぶりの大評議会がヴェネツィア宮殿で開催された。この席でディーノ・グランディがムッソリーニの首相解任動議（グランディ決議）を提出し、賛成19、反対8、棄権1で採択された。ムッソリーニは国王に辞表を提出した後に逮捕され、イタリア王国におけるファシスト体制は崩壊した。